# Burgstall Kugelburg
Der Burgstall Kugelburg, nach ihren Stammherren auch Kugelnberg oder Kugelinberch genannt, war eine Höhenburg auf dem Kugelberg südlich des Marktes Goldbach im Landkreis Aschaffenburg im bayerischen Spessart. Der Burgstall ist ein Bodendenkmal nach der Bayerischen Denkmalliste, die auf Basis des bayerischen Denkmalschutzgesetzes vom 1. Oktober 1973 erstellt wurde.

## Lage
Die auf einem ins Tal der Aschaff vorgeschobenen Bergkegel (234 m ü. NN) gegenüber von Goldbach gelegene Burg lag topografisch in günstiger Position im unteren Aschafftal und kontrollierte damit den natürlichen Zugang Aschaffenburgs in den Spessart. Nur etwa drei Kilometer von der damals kurmainzischen Stadt entfernt, stand die einst bis weit in linksmainisches Gebiet sichtbare Burg direkt im Blickfeld der Aschaffenburger, besonders ihrer weltlichen und geistlichen Herren. Die Situation musste dem 1183 auf seinen Bischofsstuhl zurückgekehrten Erzbischof Konrad von Wittelsbach wahrscheinlich eine deutliche Parallele zur Burg Weisenau vor Mainz gewesen sein.

## Geschichte
Funde der Ausgrabungen von 2018 lassen eine Datierung ins frühe 12. Jahrhundert als wahrscheinlich erscheinen. Vermutlich wurde die Burg mit dem Ausbau von Aschaffenburg als Sicherungsburg erbaut.
Ab etwa 1187 sind die Kugelnberger nachweisbar, waren im Dienst von Kurmainz und des Bistums Würzburg, lavierten zwischen den Grafen von Rieneck und waren wohl Gefolgsleute der Staufer-Könige. Die Herkunft der Kugelnberger ist unsicher, auch das verwendete Siegel und Wappenrekonstruktionen sind nicht mit lokalen Adelsschichten oder Ministerialen in Verbindung zu bringen. Kittel sieht die Kugelnberger als einen Zweig der Edlen von Höstebach, die wohl im (heutigen) Nachbarort neben der Kirche ihren Stammsitz hatten, als Strubo de Hostebach weiter diesen Namen führten und fast zeitgleich mit den Kugelnberger urkundlich nach 1295 nicht mehr auftauchen.
Vermutlich wurden die Kugelnberger mit der Verwaltung der Burg und deren Ausbau betraut und benannten sich in der Folge nach der Burg selbst. Sie waren die Stifter des nahegelegenen Klosters Schmerlenbach (1218 durch den Würzburger Domherr Gottfried von Kugelnberg) und besaßen viele Güter rund um ihre Burg. Die Pfarrkirche zu Goldbach war ihre Eigenkirche. Schon um etwa 1254 wieder ausgestorben bzw. nicht mehr urkundlich erwähnt, werden sie mit dem wohl verwandten Geschlecht der Waldenberger in Verbindung gebracht. Ihr Verschwinden fand in der Zeit der Spitze des Konfliktes zwischen Kurmainz und Rieneck im Raum Aschaffenburg-Untermain statt. Die Burg lag fast im Zentrum der Auseinandersetzungen, zu denen die sich nördlich befindlichen und nur einen Kilometer gegenüberliegenden Burgen Landesehre (vermutlich auf dem Gräfenberg) und der Burgstall Klosterberg (wohl die Burg Waldenberg auf dem Klosterberg) gehören, sowie die Burg Waleberg südlich und mainaufwärts und die damalige mainzische Talburg Castrum Vivarium nur wenige Meter östlich der Kugelberger Burg. Nach dem Verschwinden ihrer Besitzer und mitten im Konflikt Mainz-Rieneck wird heute angenommen, dass die Burg wohl noch gegen Ende des 13., spätestens im 14. Jahrhundert, durch Kurmainz wieder zerstört wurde, um eine mögliche Bedrohung Aschaffenburgs zu verhindern und freien Zugang in den Spessart zu haben.
Gegen Ende des 19. Jh. stand ein durch den Besitzer des Untergartenhofes auf dem Kugelberg errichteter Aussichtsturm, der heute längst nicht mehr vorhanden ist.

## Anlage
„Der Turmhügel liegt auf dem Kugelberg, der ein nach NW vorgeschobener Ausläufer der Hochfläche ist. Das Gelände fällt nach N und W steil in die Täler der Aschaff und des Röder-Baches ab. Der Turmhügel hat einen Durchmesser von 20 m. Im S und W fällt sein Hang etwa 5 m steil ab und geht in einen 6 m breiten seichten Graben über. Im O ist der Turmhügel durch eine Senke vom Höhenzug getrennt. Die Anlage wurde im 12. Jh. errichtet und war im 14. Jh. bereits Ruine.“

Heute ist noch im Norden am steil abfallenden Hang ins Aschafftal ein ca. 15 Meter hoher, leicht quadratischer Turmhügel sichtbar, der mittig eine tiefe Mulde aufweist, die vermutlich auf Raubgrabungen der 1930er Jahre zurückgeht, wobei der Burghügel erheblich zerstört wurde. Von Westen über Süden nach Osten ist er umlaufend von einem Burggraben umgeben, dem ein noch 0,6 bis 1,5 Meter hoher Wall, die frühere Burgmauer, vorgelagert ist. Südlich führt ein neuzeitlicher Weg zum Turmhügel. Die Burg war auf Goldbacher Gneis (Orthogneis) des Kugelberges aufgebaut. Steine und Mauerreste am Turmhügel, sowie die erfolgten Ausgrabungen zeigen, dass zumindest die Fundamente aus demselben Material erbaut wurden. Zur Hangseite im Süden liegt nach dem Graben und Wall ein vorgelagertes Plateau, dessen Senken als Gebäudereste (Keller) angesprochen werden können. Nur noch schwach ist die Umwallung zu bemerken. Möglicherweise war hier eine Vorburg. Der fünfzig Meter weiter südlich verlaufende Weg teilt auf dem Sattel den Burgberg des Kugelberges vom dann auf 309 Meter NHN ansteigenden Gartenberg.
Bevor die Raubgrabung von 1930/32 große Teile der Burg verwüstete, stellte der 1932 bestellte Hauptkonservator des Landesamtes für Bayerische Denkmalpflege Georg Hock, der wohl die Ausgrabungen besichtigte, fest: „Der Zug der Ringmauer zeigt wiederholt Knickungen, der Grundriss dürfte also ein vielfach gebrochenes Polygon ergeben, ähnlich wie der Burgstall bei Kleinwallstadt.“
Die digitalen Geländemodelle, die für die Ausgrabungen 2018 angelegt wurden, zeigen, dass die Hauptburg mit der Ringmauer ein nahezu kreisförmiges Gipfelplateau von etwa 60 Metern Durchmesser einschließt.

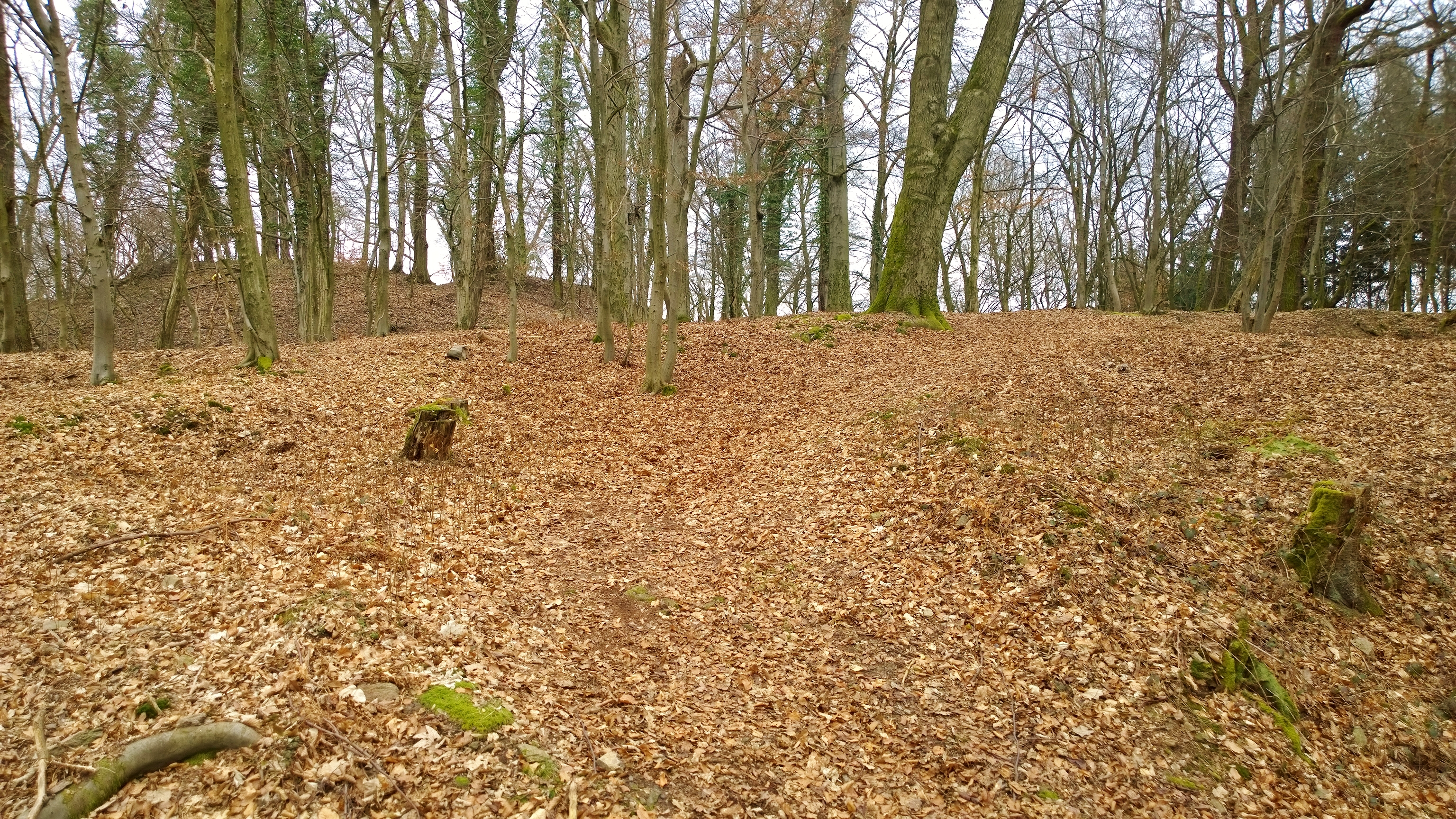
Blick von Süden auf Vorplateau und Turmhügel (links)
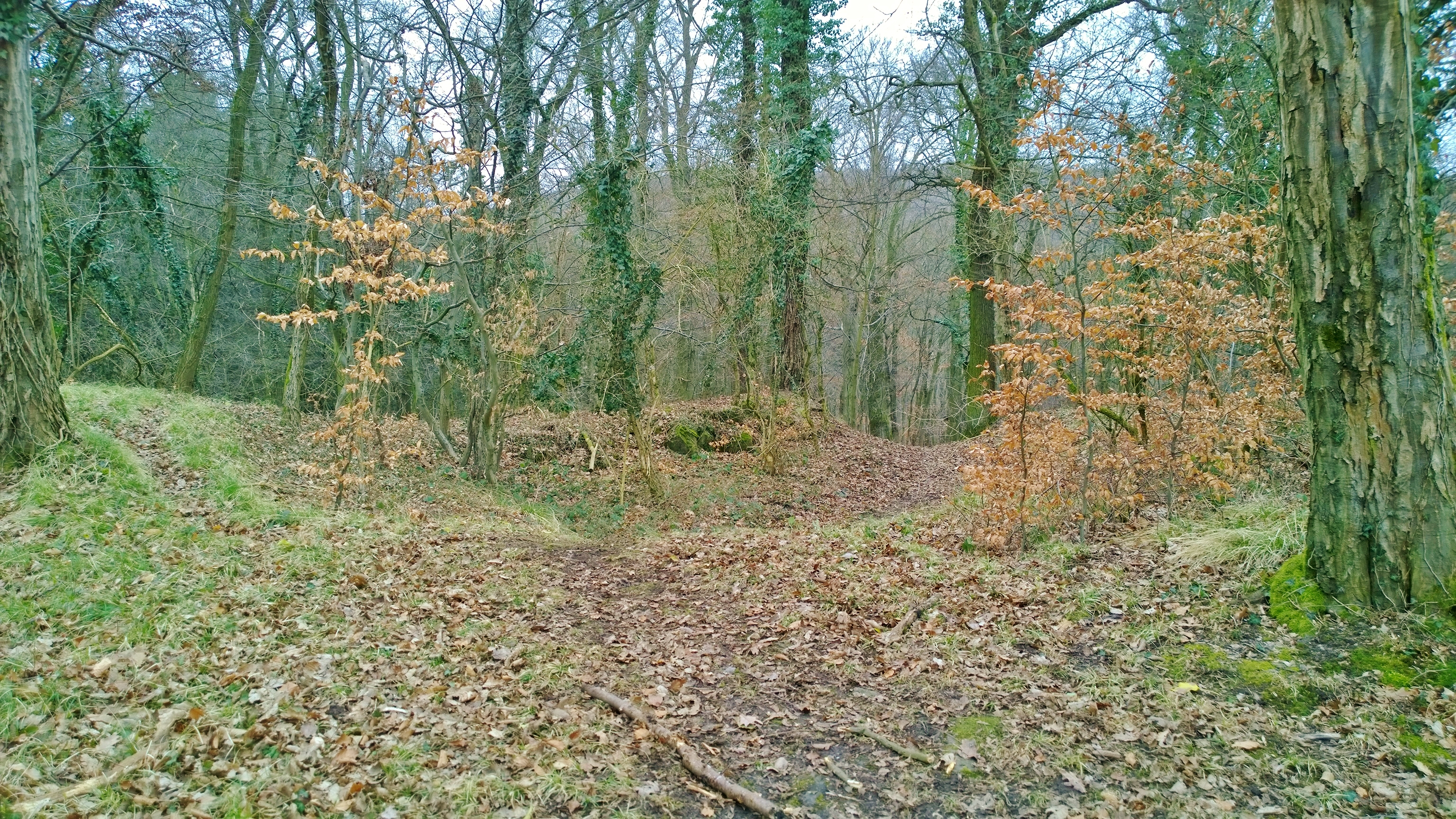
Blick in den zentralen Burghügel
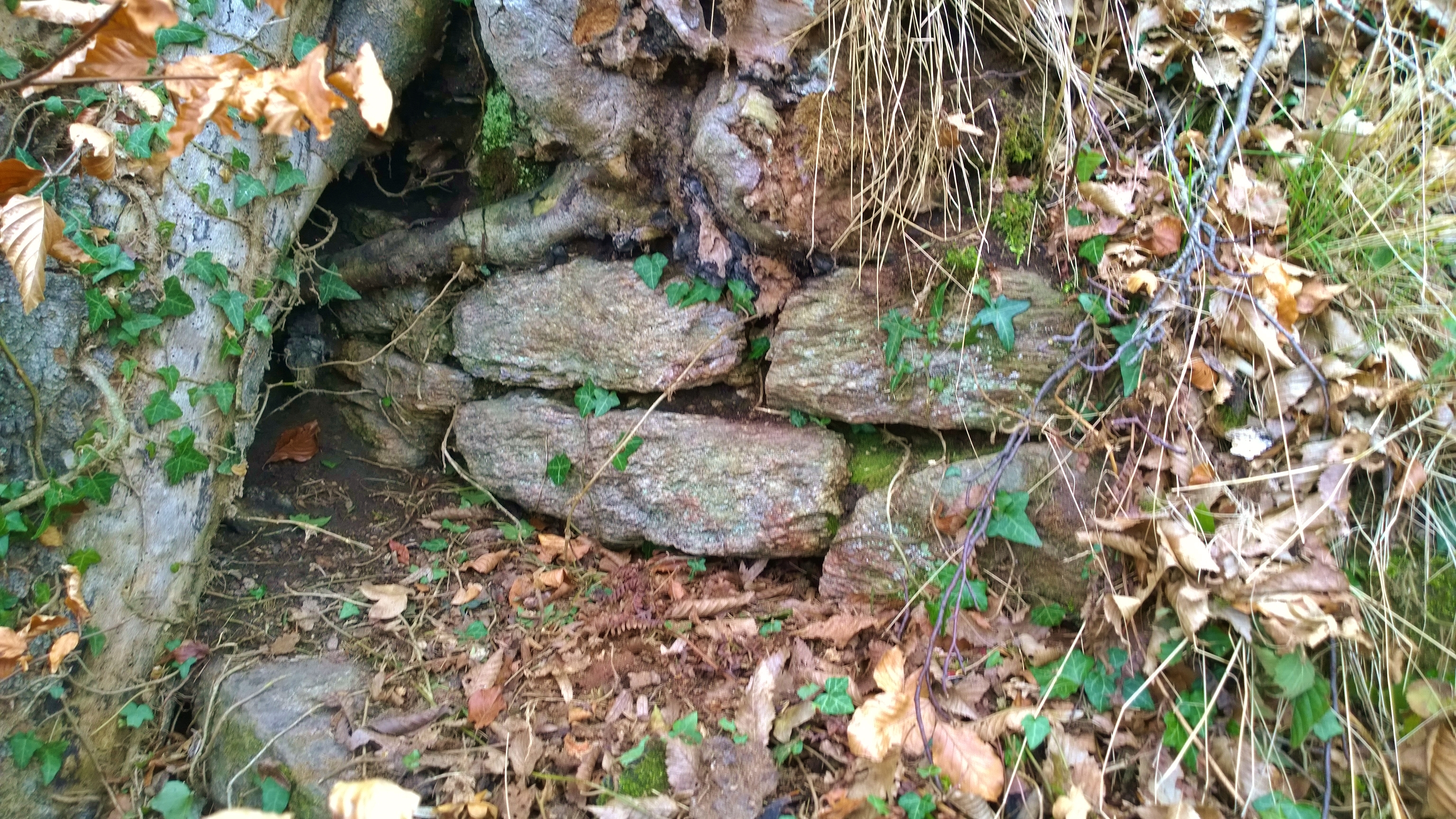
Mauerreste an der nördlichen Hangkante, bei der Ausgrabung nachgewiesener Eckbereich der Ringmauer (Schnitt 1A[6])
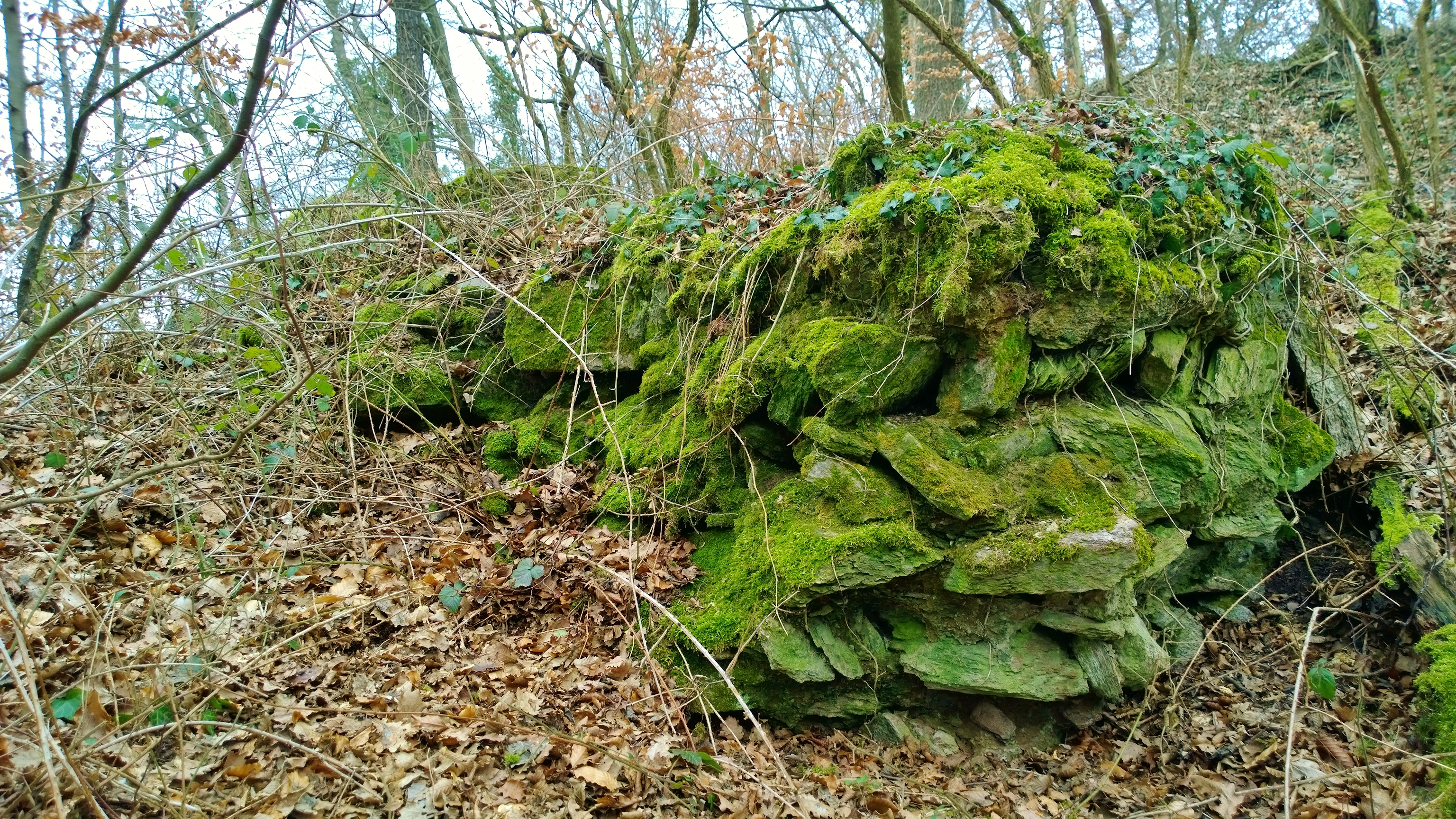
Burgmauerreste am nordwestlichen Wall

## Archäologie
2018 fanden auf dem Kugelberg abschnittsweise archäologische Ausgrabungen des Archäologischen Spessartprojekts in Gemeinschaftsarbeit mit dem Markt Goldbach und dem Geschichts- und Heimatverein Goldbach mit Förderung der Kulturstiftung des Bezirkes Unterfranken statt. Neben einem bis zu vier Meter hohen ergrabenen Abschnitt der Ringmauer, die zur Hangkante leicht getreppt war und aus teils überbreiten Steinen in der Grundmauer und fest vermörtelten Steinen in der aufgesetzten Mauer gebaut ist, wurden fünf Münzen gefunden, die dem Mainzer Erzbischof Adalbert I. von Saarbrücken (1111–1137) zugeordnet werden. Ein sechstes Fundstück aus der Zeit des Erzbischofs Philipp von Heinsberg um 1170 kommt wohl aus der Münzstätte aus Köln. Diese Münzfunde erlaubten eine archäologische Neudatierung der Entstehungszeit der Burg.
Grabungsfunde eines steinernen Gebäudes an der Westseite der Ringmauer, sowie Funde von Ofenkacheln, Tierknochen und Keramiken, einige als lokale Kopien der Pingsdorfer Keramik eingeordnet, belegen, entgegen Meinungen des 20. Jahrhunderts – die nur eine Fluchtburg zuordneten, eine Existenz als Wohnburg. Einschätzungen der Archäologen sehen einen zweistufigen Ausbau der Burg.

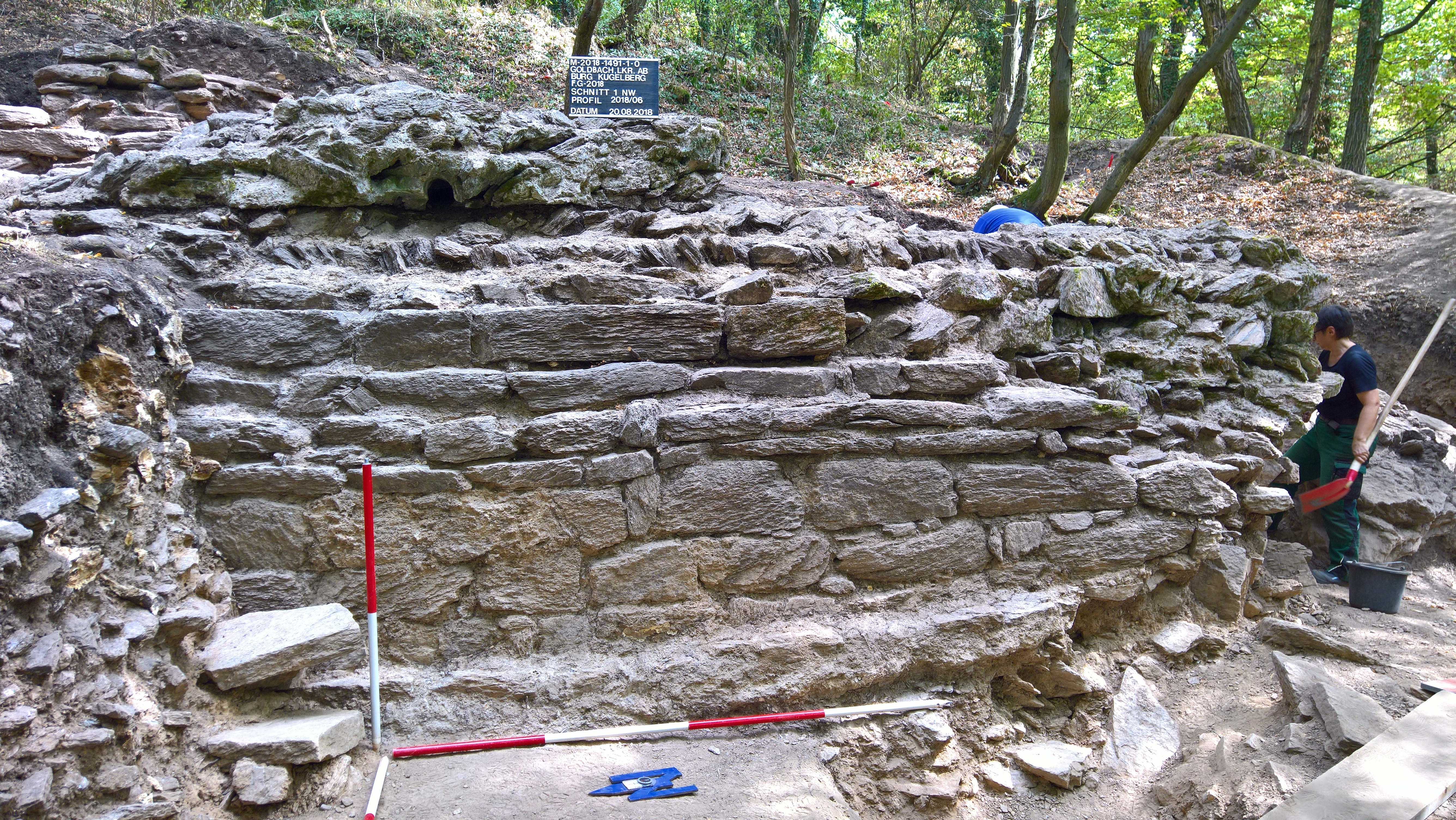
Ergrabener westlicher Rest der Ringmauer: Grundmauer gesetzt; Reste der aufgesetzten Mauer vermörtelt, untereinander vertreppt gesetzt
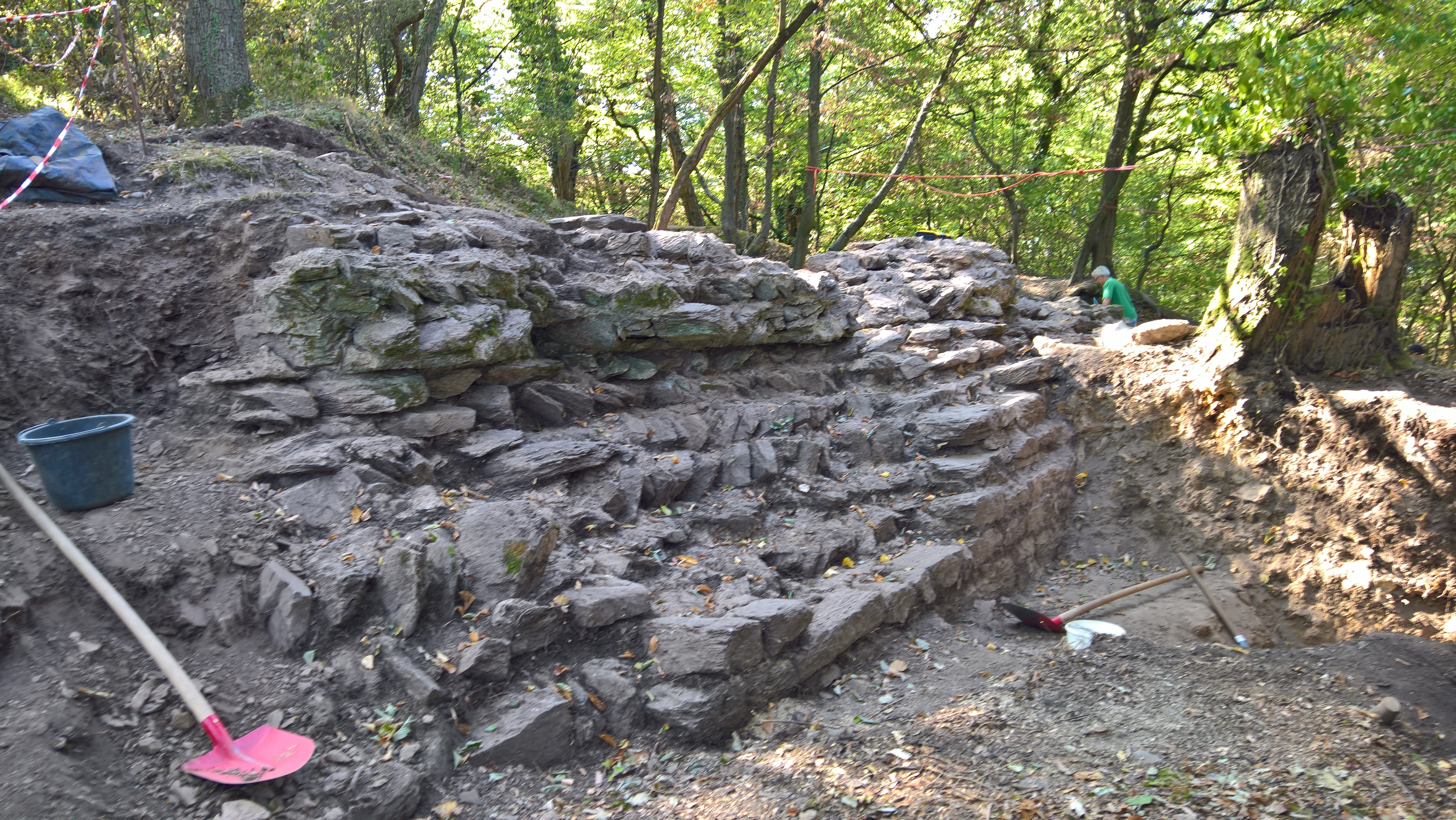
Fortführung der Ringmauer Richtung Norden (Blickrichtung Süden)
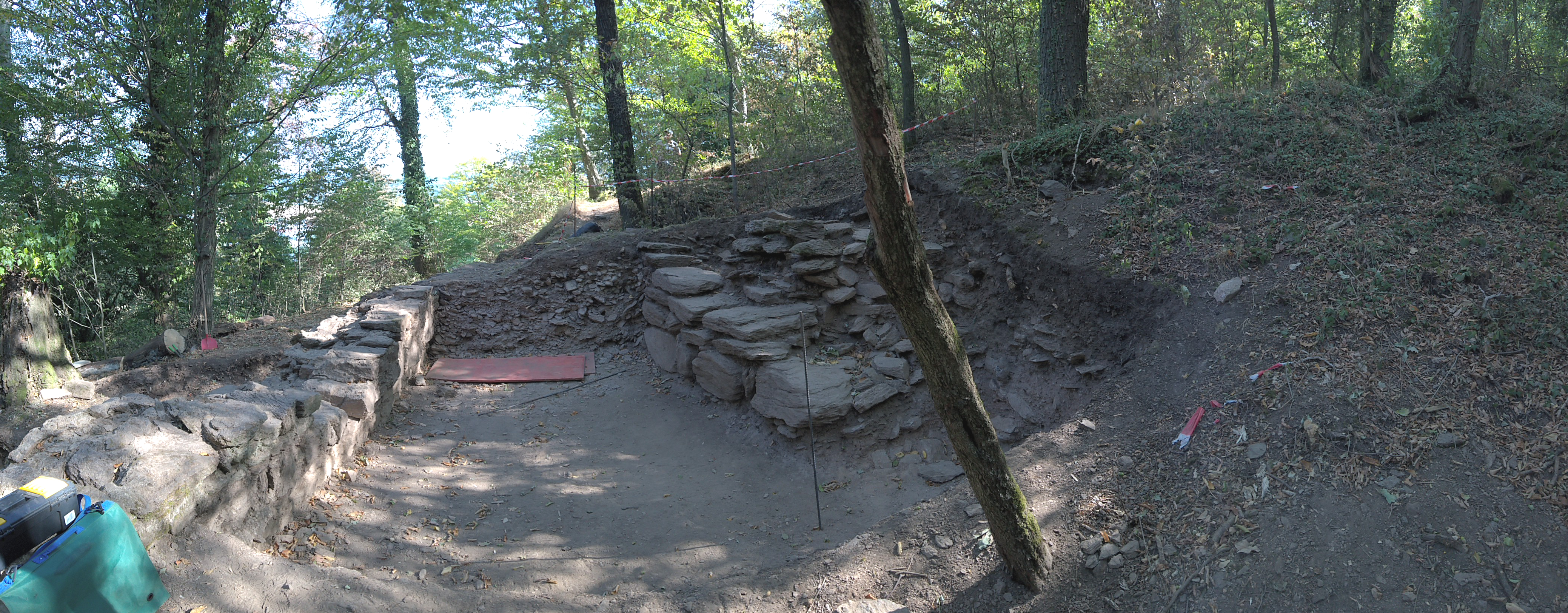
Reste eines Gebäudes (SW-Ecke) im Burgbereich, schräg zur Ringmauer stehend
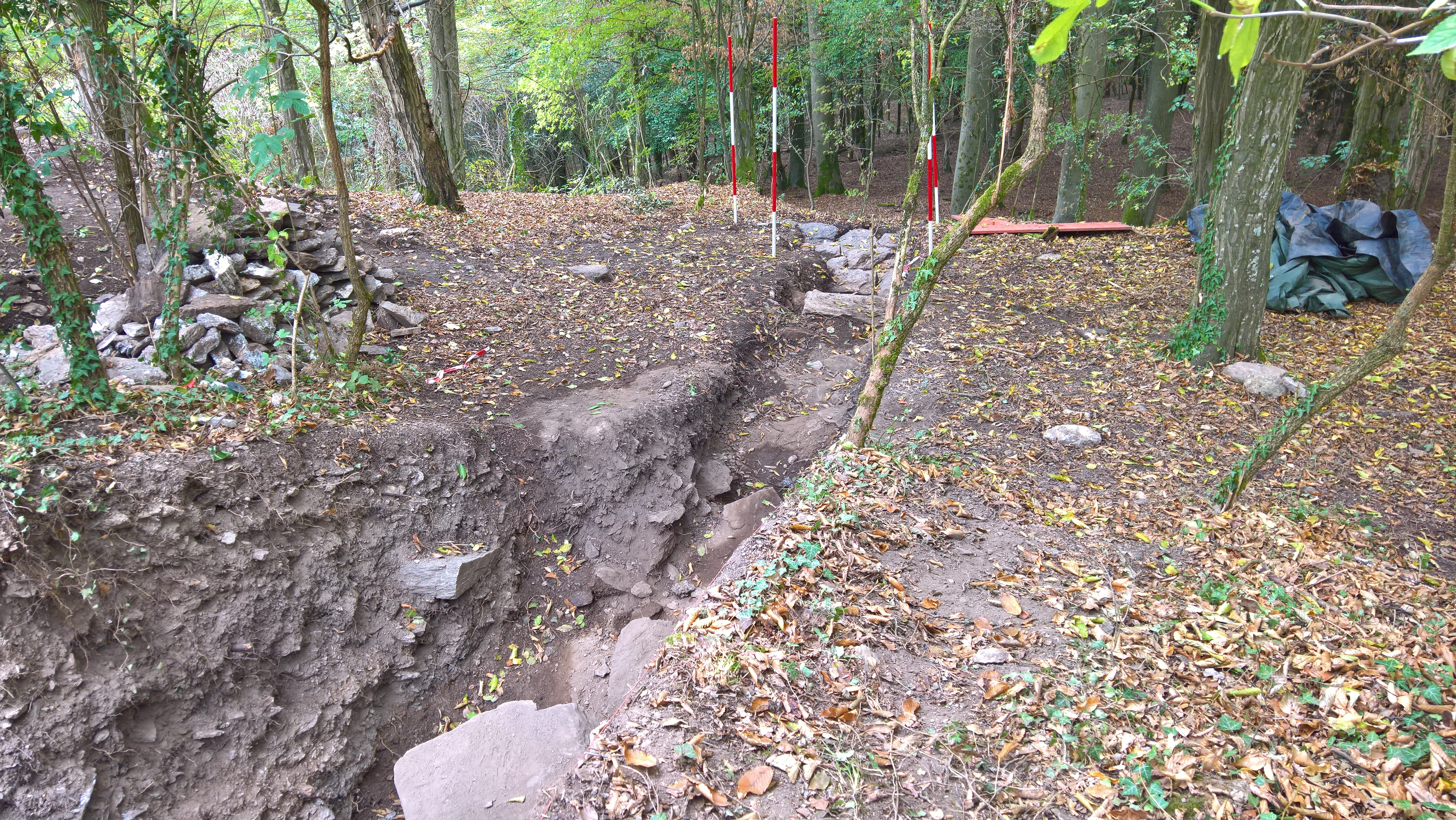
Neuer Schnitt durch den Burghügel im Nordosten mit Ringmauerresten (oben) und Versturzsteinen eines weiteren inneren Baus der Burg (Mitte unten)

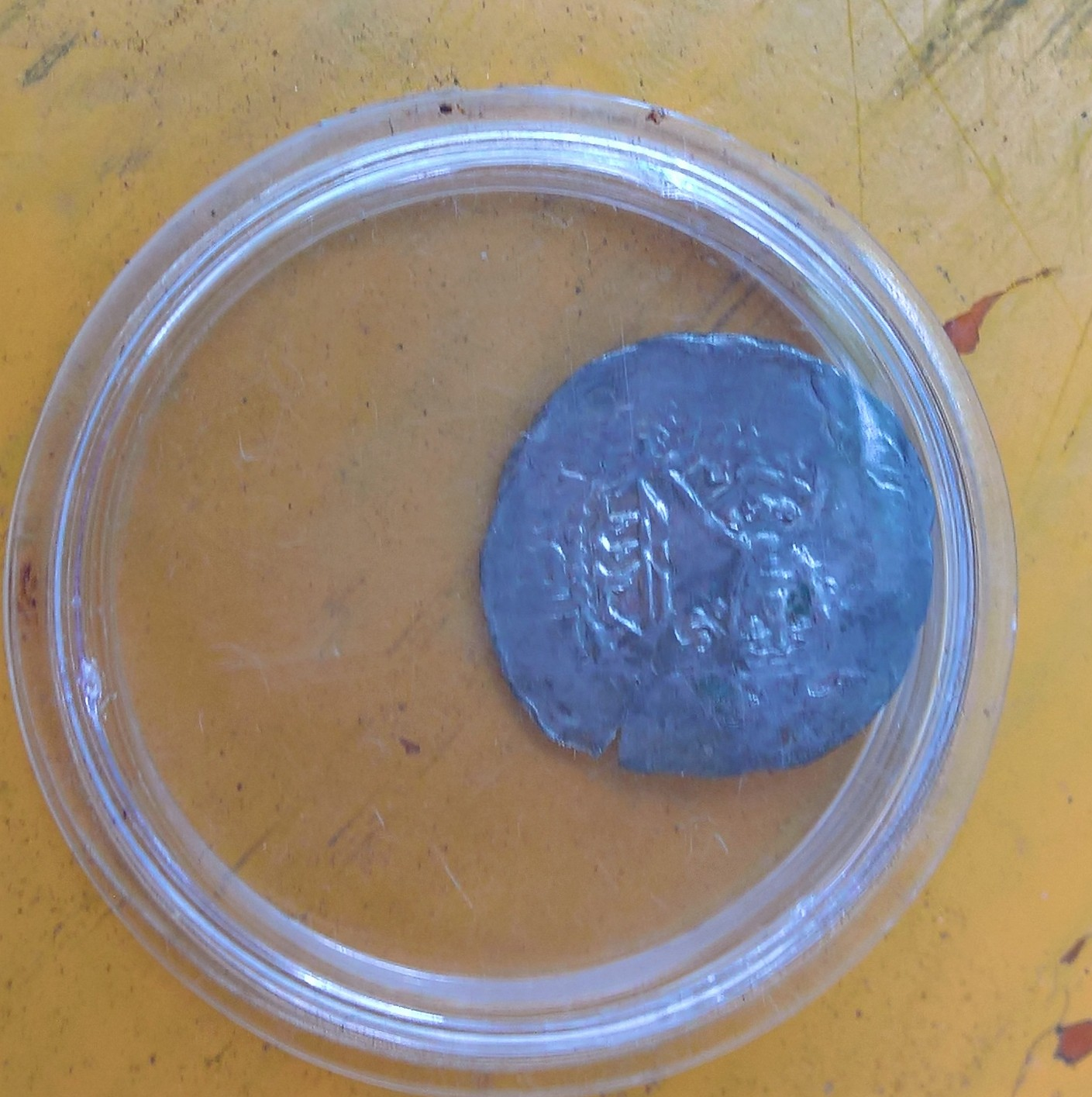
Münzfund (Vorderseite), zugeordnet dem Mainzer Erzbischof Adalbert I. von Saarbrücken
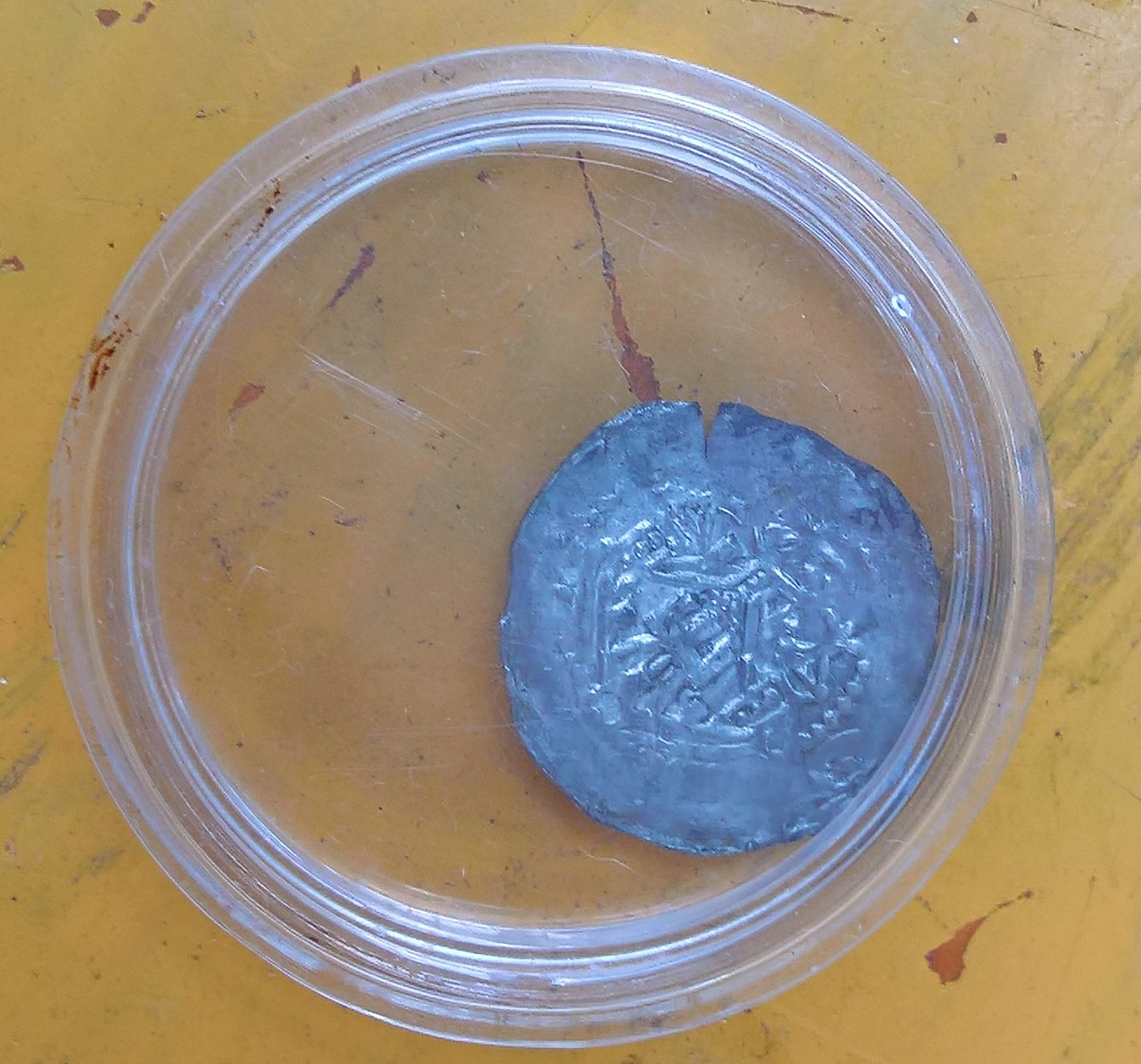
Rückseite, Ansicht des Mainzer Doms
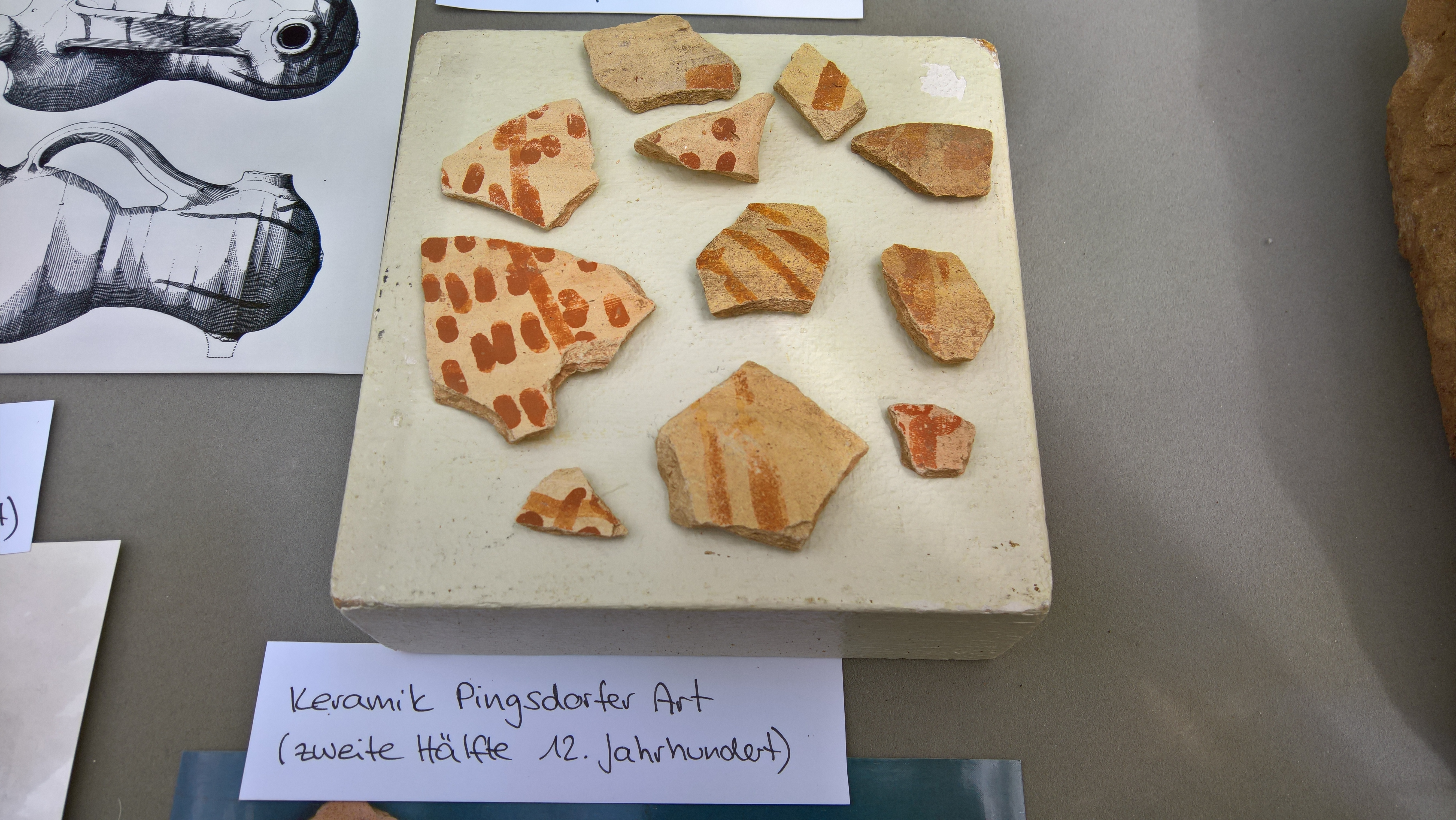
Geschirrfragmente von lokalen Nachfertigungen in der Art der Pingsdorfer Keramik
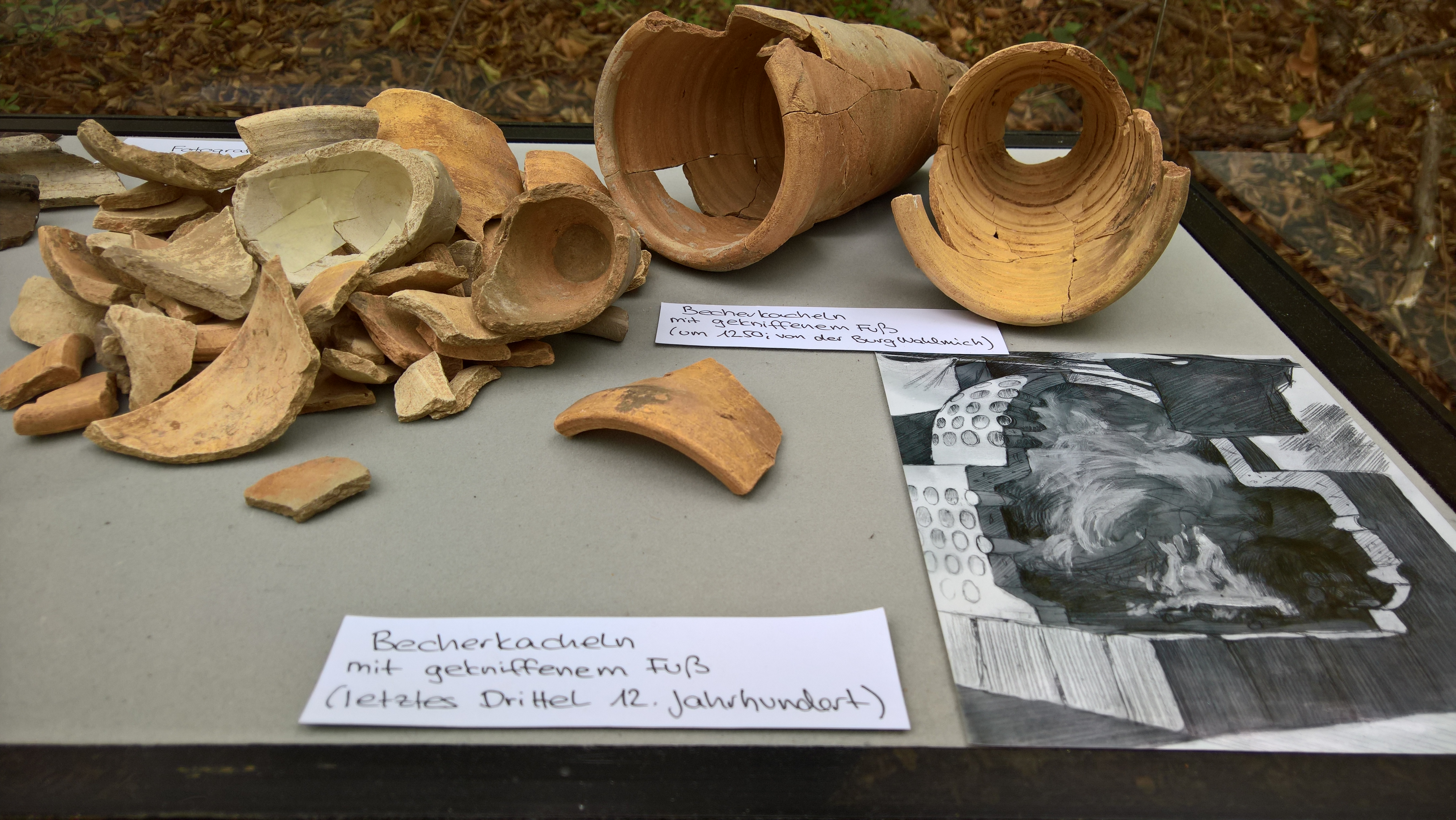
Becherkachelfragmente neben restaurierten Becherkacheln eines Ofens, wie er auch auf der benachbarten Burg Wahlmich gestanden hat
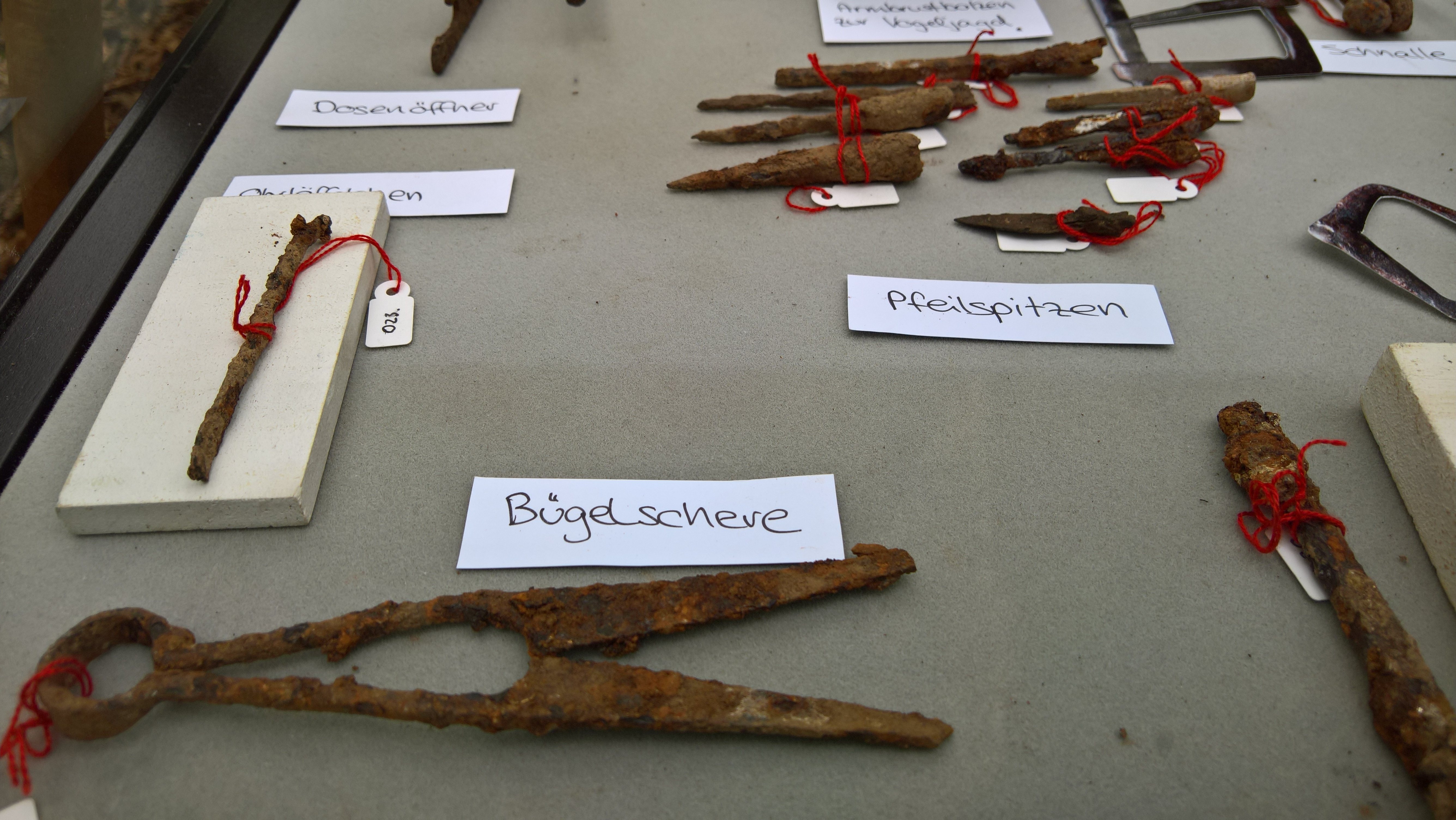
Metallfunde: darunter eine erhaltene Bügelschere

## Die Burg in der Literatur

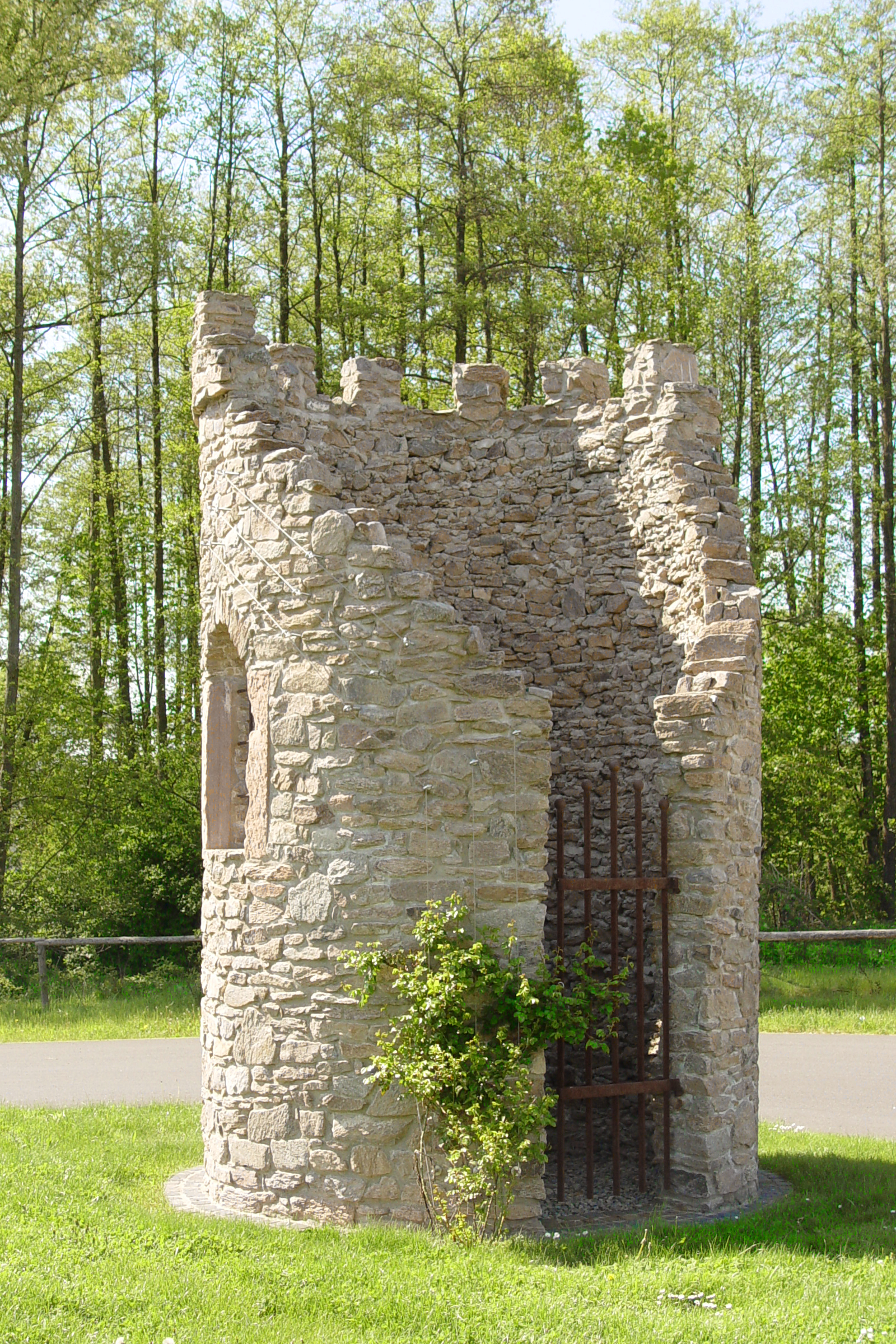
Künstliche Turmruine

Über die Burg existiert eine Sage von einem benachbarten Ritter, der nach einer Teilnahme an einer Fehde bei seiner Heimkehr zum Burgfräulein auf der Kugelnburg vor dem Burgberg stürzte und noch vor der Vermählung starb. Die Reste der Burg sollen im Bauernkrieg endgültig untergegangen sein. Ein unter Denkmalschutz stehendes Sühnekreuz steht in Goldbach in der Österreicher Straße, flankiert von mehreren Bildstöcken und erinnert an die Sage.

## Kugelburgruine
2012 wurde gut einen Kilometer entfernt am Ortseingang von Goldbach an der Österreicher Straße eine fiktive Turmruine, die Kugelburgruine, errichtet und am 23. Oktober eingeweiht. Sie soll an exponierter Stelle an die Kugelburg erinnern und wurde aus Steinen des abgebrochenen Untergartenhofes, angeblich Originalsteine der Kugelburg, erbaut. Eine Tafel von Dieter Allig mit einem Ausdruck aus der Ortschronik erinnert an die Sage vom verunglückten Ritter.